# Bergermeerpolder
De Bergermeerpolder tussen Bergen en Alkmaar is een oude polder ontstaan met de drooglegging van het Bergermeer. Centrale wegen door de polder zijn de Bergerweg van Alkmaar naar Bergen en de Groenweg, die de polder van oost naar west doorkruist.
Kort voor het uitbreken van de Tweede Wereldoorlog, op 17 juli 1939, werd in de polder het militair Vliegveld Bergen in gebruik genomen. Dit vliegveld heeft tot 1944 bestaan.
In de jaren 1970 is aan de rand van de polder in Alkmaar de woonwijk Bergermeer gebouwd. Daarnaast is het PEN-dorp gebouwd.
In het overige deel is het recreatiegebied Bergmeerpolder aangelegd met onder andere de Loterijlanden. In de polder bevindt zich ook de Gasopslag Bergermeer, waarbij de poreuze ondergrond als natuurlijk reservoir wordt gebruikt.